# Gonodactylidae
Famille
Les Gonodactylidae sont une famille de crustacés stomatopodes (« crevettes-mantes »).

## Liste des genres
Selon World Register of Marine Species (7 janvier 2015) :
- genre Gonodactylaceus Manning, 1995 -- 5 espèces
- genre Gonodactylellus Manning, 1995 -- 22 espèces
- genre Gonodactyloideus Manning, 1984 -- 3 espèces
- genre Gonodactylolus Manning, 1970 -- 1 espèce
- genre Gonodactylopsis Manning, 1969 -- 3 espèces
- genre Gonodactylus Berthold, 1827 -- 6 espèces
- genre Hoplosquilla Holthuis, 1964 -- 2 espèces
- genre Hoplosquilloides Manning, 1978 -- 1 espèce
- genre Neogonodactylus Manning, 1995 -- 22 espèces

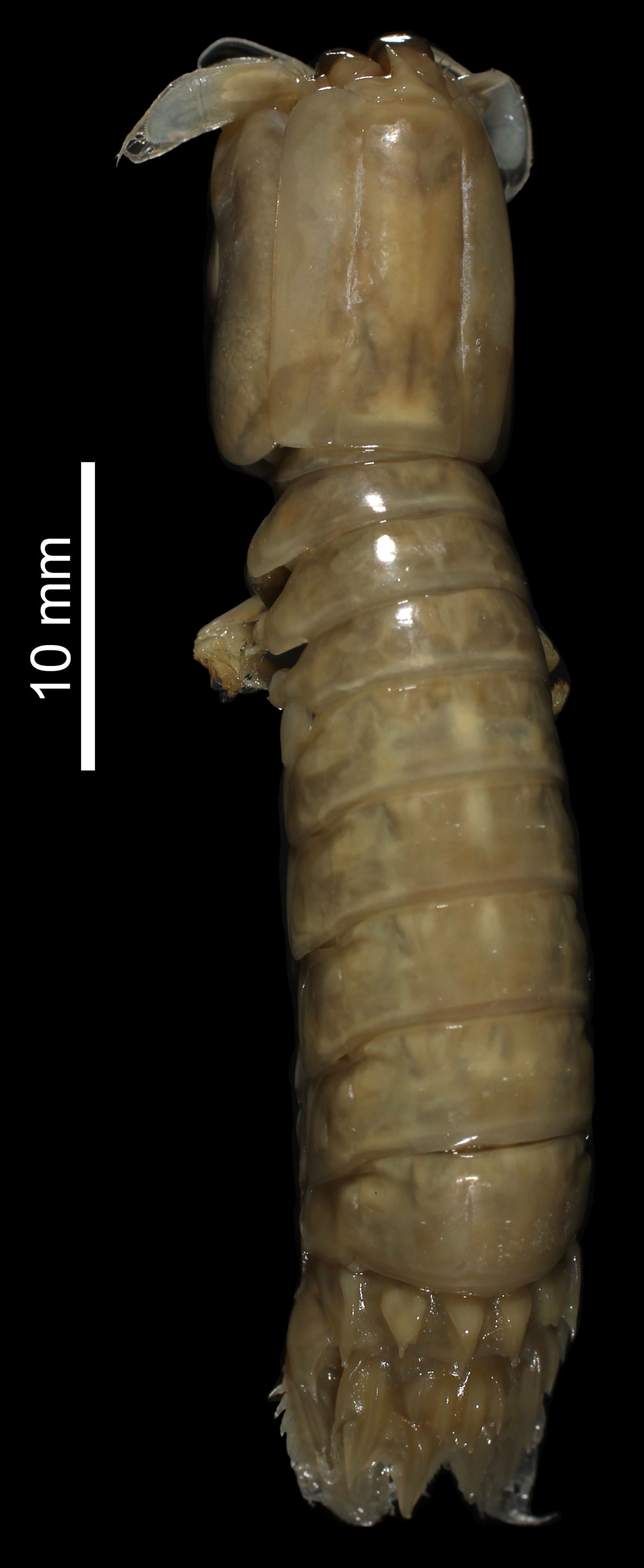
Gonodactylaceus falcatus
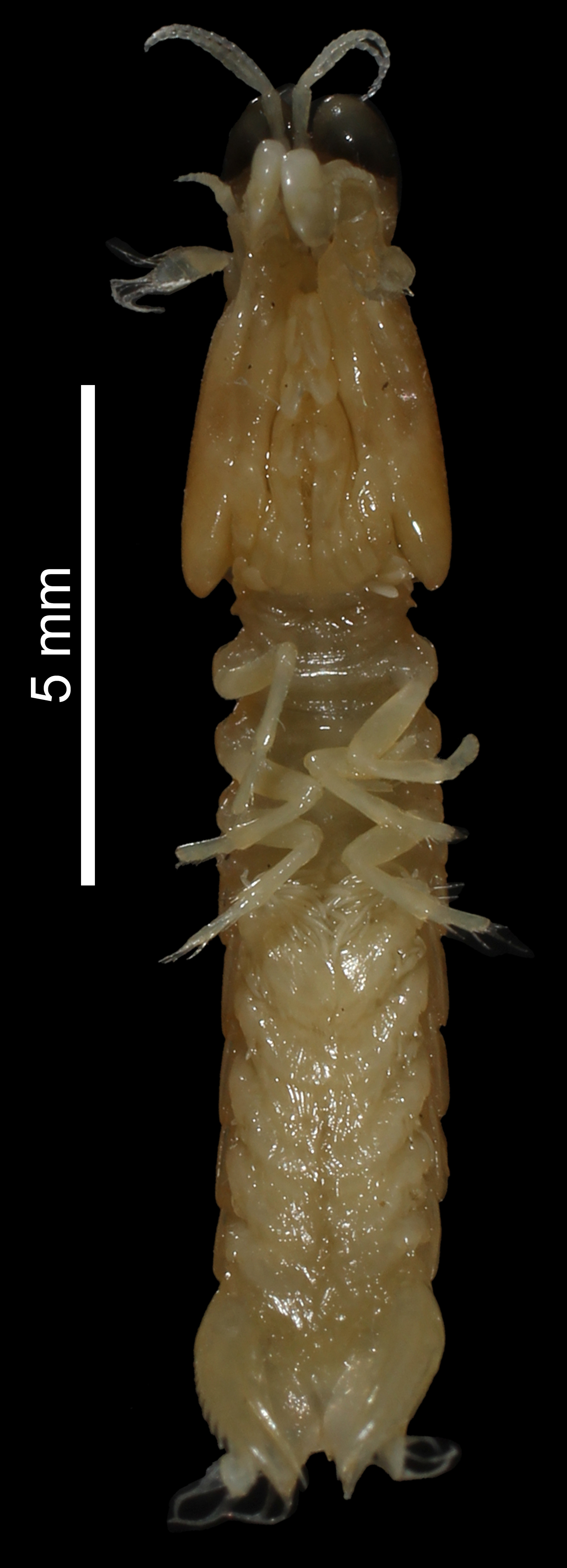
Gonodactylellus crosnieri
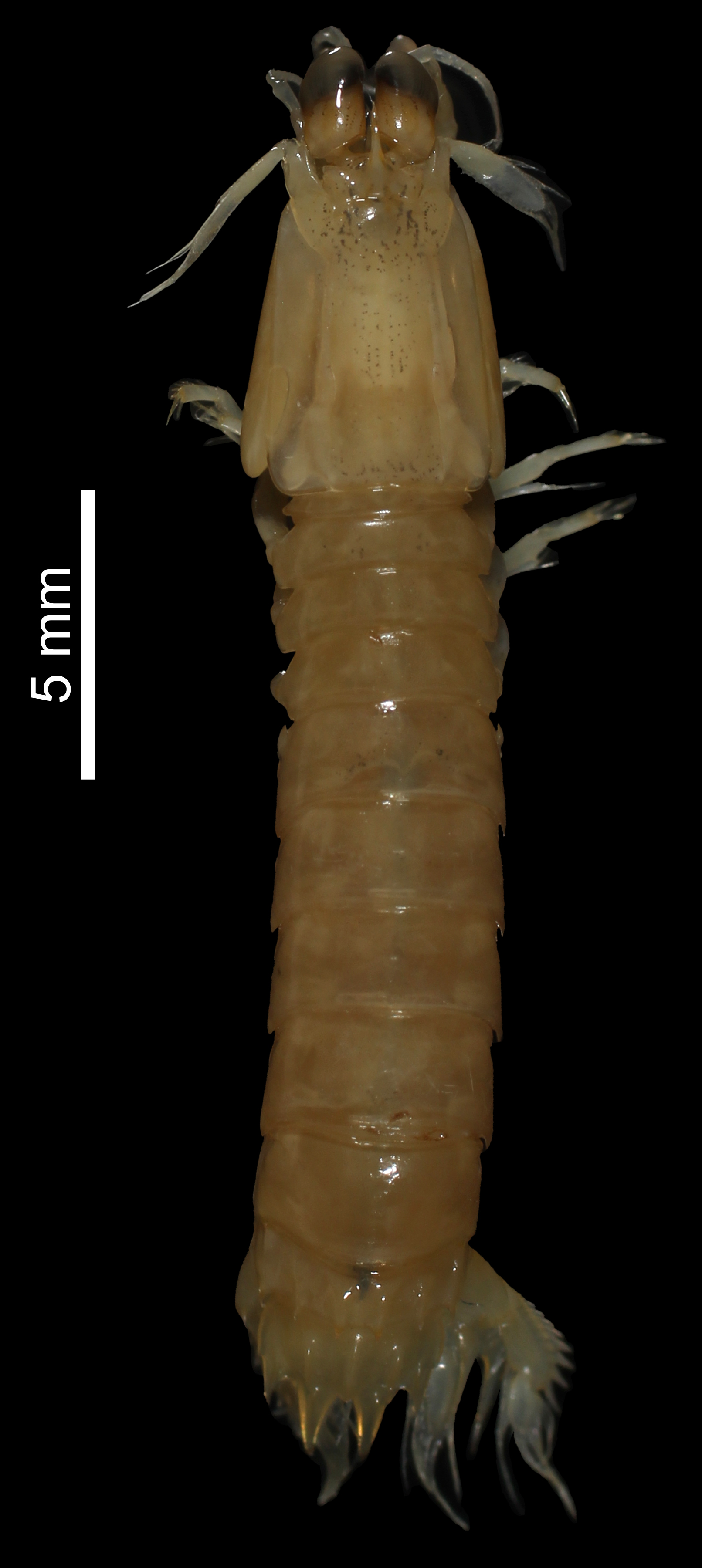
Gonodactyloideus tricarinatus
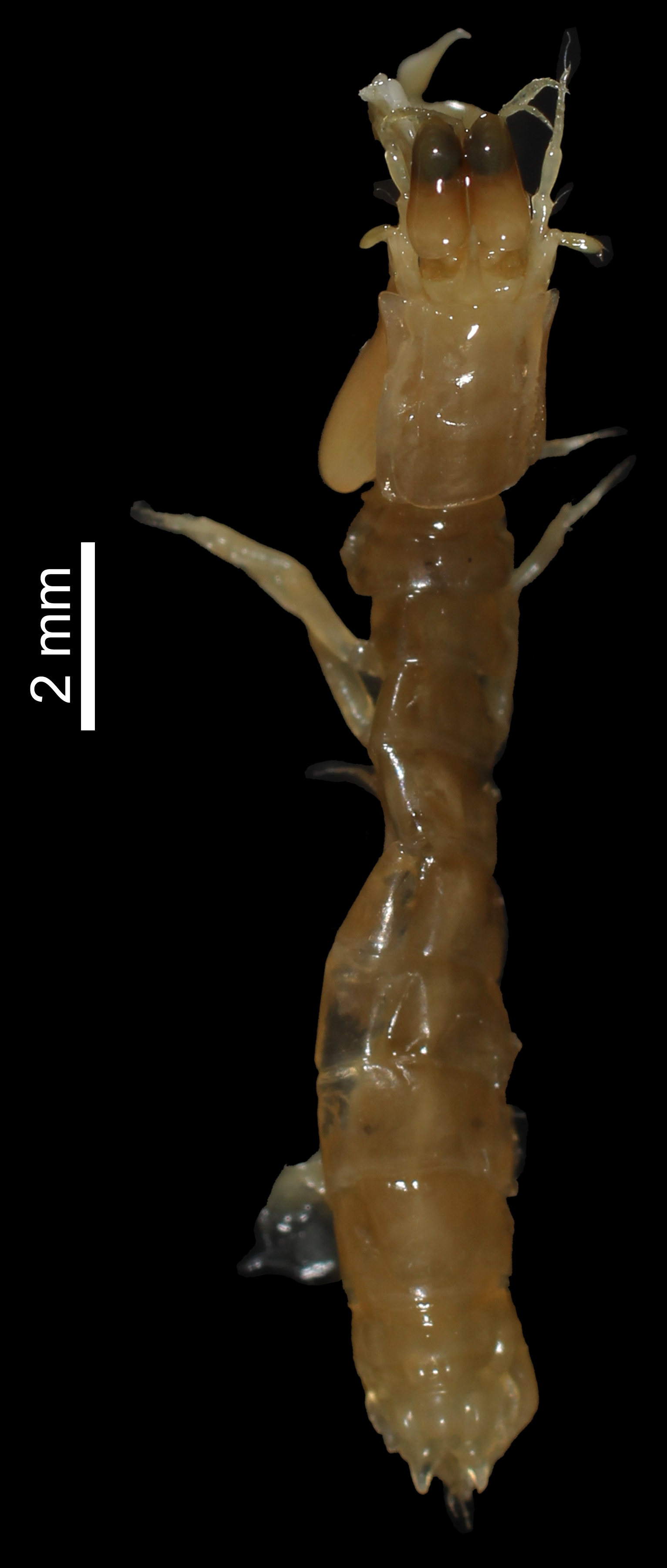
Gonodactylolus paulus
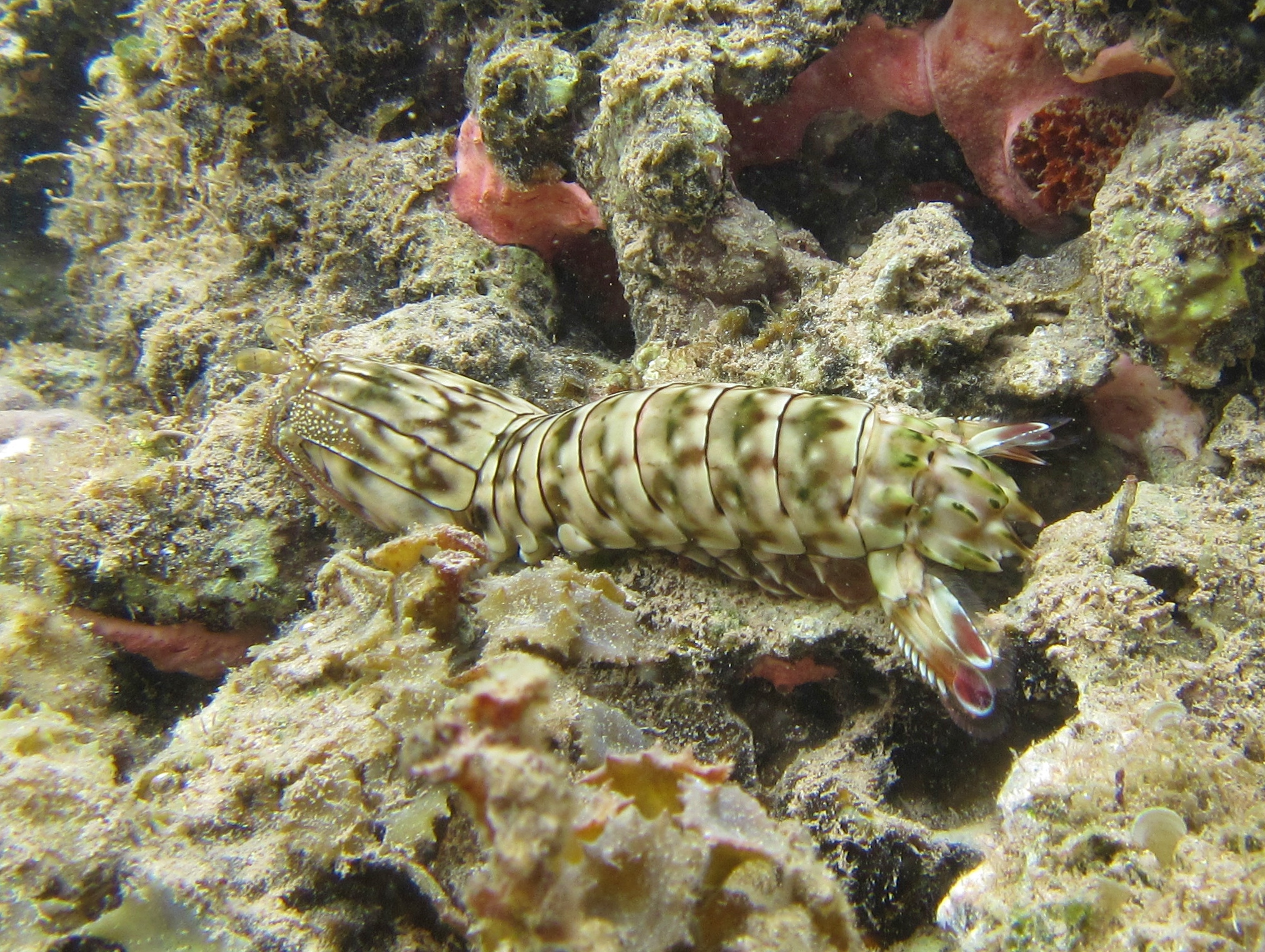
Gonodactylus chiragra
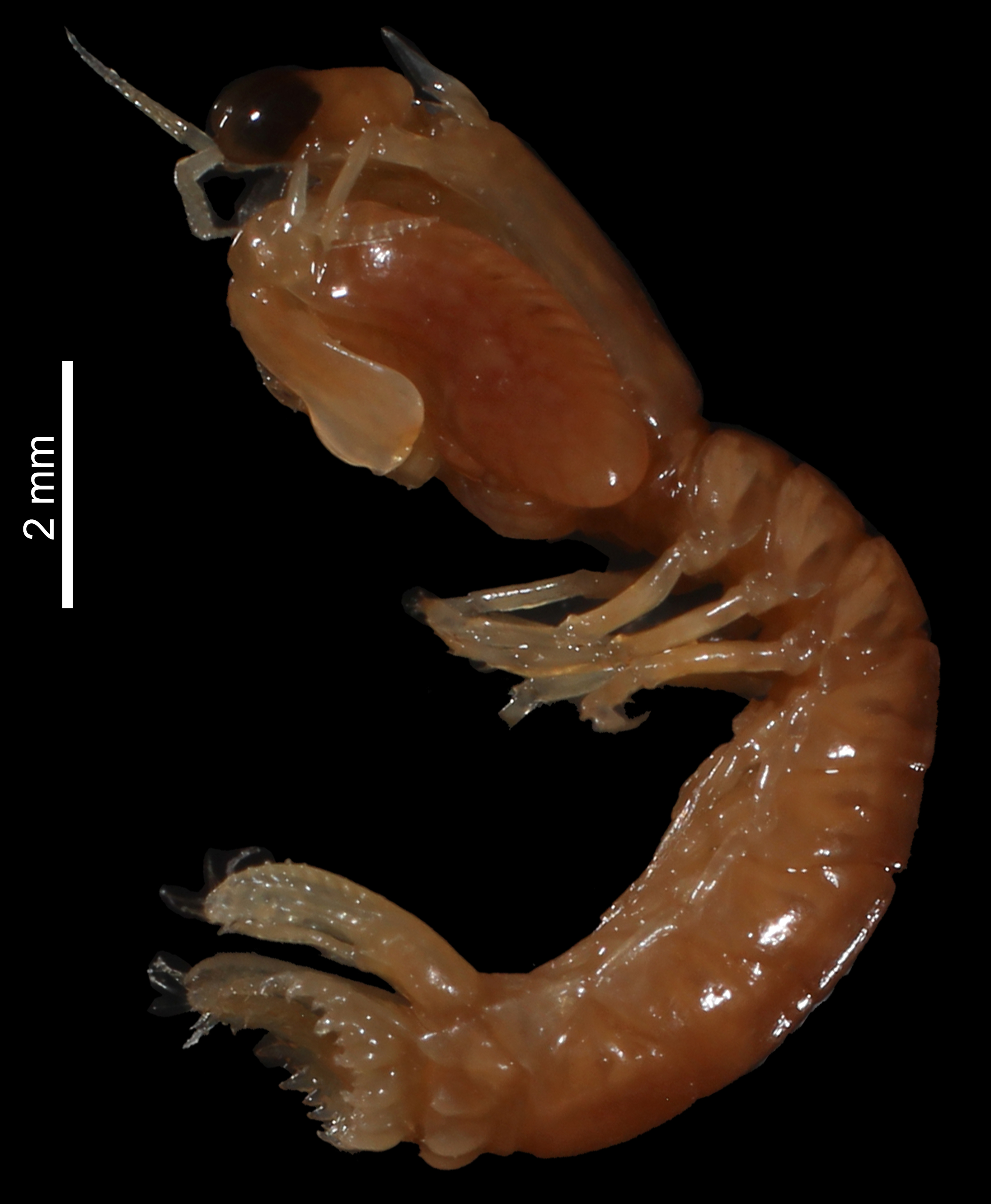
Hoplosquilloides coronatus
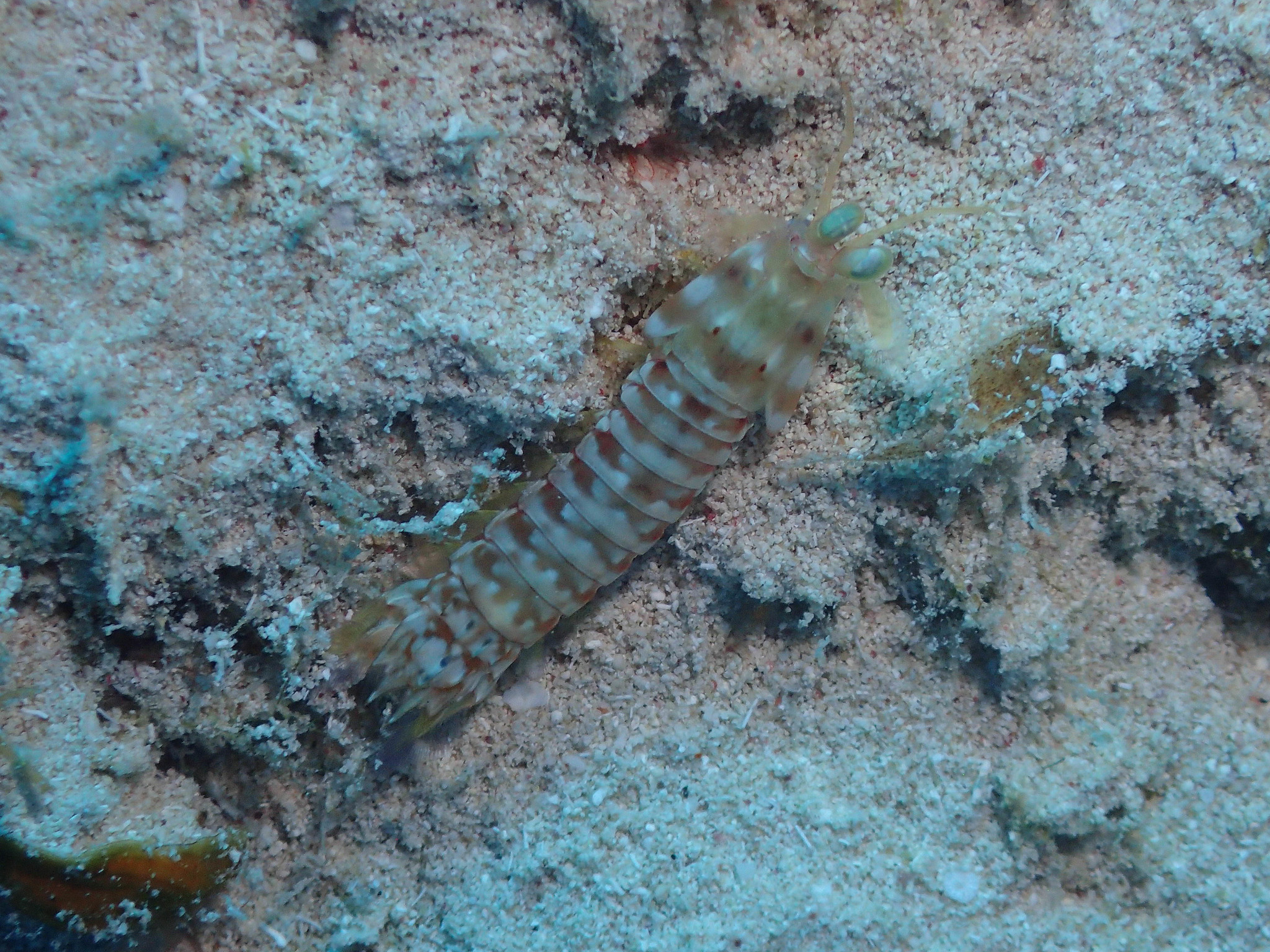
Neogonodactylus oerstedii